# Teleblik
Teleblik was een website waarop actueel en historisch video- en audiomateriaal uit de archieven van de publieke omroepen en het Polygoon-journaal gratis online beschikbaar wordt gesteld voor het onderwijs. Docenten konden met de bronnen van Teleblik hun lesmateriaal verrijken. Teleblik wordt geleverd door het Nederlands Instituut voor Beeld en Geluid. Voorheen werkten NTR en Stichting Kennisnet ook aan Teleblik. 
Teleblik bevat duizenden uren televisiemateriaal, voornamelijk uit de archieven van de publieke omroepen. Het gaat om historische en recente bronnen, zoals Het Klokhuis, Willem Wever, Jeugdjournaal, Schooltv, het achtuurjournaal, Tegenlicht en Andere Tijden, maar ook oude Polygoon-journaals. Het gaat om duizenden hele uitzendingen. Teleblik is gestart in maart 2006.
Teleblik heeft audiovisueel materiaal voor basisonderwijs, voortgezet onderwijs, en MBO. 
In 2007 heeft Teleblik de Prix Italia Web gewonnen. In 2019 werd de website vervangen door het platform Beeld en Geluid op school.